# Interaktywne programowanie graficzne
Interaktywne programowanie graficzne – jedno z metod programowania w dziedzinie automatyki i robotyki, odnoszące się głównie do robotów.

## Przebieg programowania
Na stanowisku programowania zostają wytworzone (oprócz instrukcji przebiegu programu i wszystkich ruchów) – również dane określające współrzędne położenia i orientacji narzędzia. Programowanie odbywa się na wygodnym dla operatora stanowisku typu CAD, z kolorową symulacją zrobotyzowanego stanowiska roboczego, w którym to porusza się robot.
Całe zadanie jakie wykonuje robot jest wirtualne (wirtualna rzeczywistość) i realizowane na ekranie monitora, gdzie następnie automatycznie tworzy się program odpowiedzialny za sterowanie robotem.

## Obsługa
Do sterowania ruchem robota wirtualnego („ekranowego”) używa się identycznych instrukcji – rozkazów, jak dla rzeczywistego robota, przykładowo: instrukcji języka programowania względnie instrukcji oprogramowania symulacyjnego.

## Zastosowanie
Interaktywne programowanie graficzne realizuje się w systemach podobnych do CAD, przez symulację ruchów robota w również symulowanym, zrobotyzowanym stanowisku roboczym.